# Mikkel Bischoff
Mikkel Rufus Mutahi Bischoff (* 3. Februar 1982 in Amager) ist ein ehemaliger dänischer Fußballspieler mit kenianischen Wurzeln, der u. a. für Manchester City und Brøndby IF spielte.

## Karriere

### Verein
Mikkel Bischoff, der als Sohn einer dänischen Mutter und eines kenianischen Vaters auf der dänischen Insel Amager geboren wurde, begann bei Kjøbenhavns Boldklub mit dem Fußballspielen. Später ging er in die Jugend von Fremad Amager, ehe er 2001 zu AB Kopenhagen ging, wo er zeitweise auch in der Jugend weiter spielte.
2002 ging er ins Ausland und wechselte für 750.000 Pfund Sterling zu Manchester City. Am 15. September 2002 (6. Spieltag) absolvierte er beim 2:2-Unentschieden gegen die Blackburn Rovers sein erstes Ligaspiel, wurde aber in der 61. Minute für Danny Tiatto ausgewechselt, der nur sieben Minuten später mit einer roten Karte das Feld verlassen musste. Dies blieb aufgrund vieler Verletzungen sein einziges Spiel für die Citizens. Ende September 2004 ließ er sich für einen Monat an die Wolverhampton Wanderers verleihen, nach Ende der Leihfrist wurde diese um einen weiteren Monat verlängert. Am 6. November erzielte er in seinem sechsten und vorletzten Ligaspiel für die Wolves gegen Nottingham Forest kurz vor der Halbzeitpause den entscheidenden 2:1-Siegtreffer. Nach sieben Spielen ging es für ihn wieder nach Manchester. Doch schon am 24. März 2005 kehrte er nach Wolverhampton zurück, als er zwei weitere Monate an den Verein verliehen wurde. Doch nach nur vier Ligaspielen war die Leihe auch schon zu Ende. Erst ein Jahr später, im März 2006 wurde er wieder an einen Verein verliehen, dieses Mal an Sheffield Wednesday. Doch da auch diese Leihe auf nur einen Monat befristet war, absolvierte er für die Owls nur vier Spiele.
Am 12. Juni 2006 wechselte er zu Coventry City, wo er einen Vertrag bis zum Juni 2008 unterschrieb. Doch nach nur drei Kurzeinsätzen, wechselte er im Januar 2007 ablösefrei zurück in seine Heimat zu Brøndby IF. Dort gewann er mit seinem Team den dänischen Fußballpokal 2008, als man im Finale das Team Esbjerg fB mit 3:2 bezwang. Nachdem Brøndby IF seinen Verlag nicht verlängert hatte, wechselte er 2011 zu Lyngby BK. Wegen anhaltender Leistenprobleme beendete er nach drei Monaten seine Karriere, ohne für seinen neuen Verein ein Spiel bestritten zu haben.

## Titel und Erfolge
- Dänischer Fußballpokal: 2008